# Friedrich-Ludwig-Jahn-Denkmal Frankfurt am Main

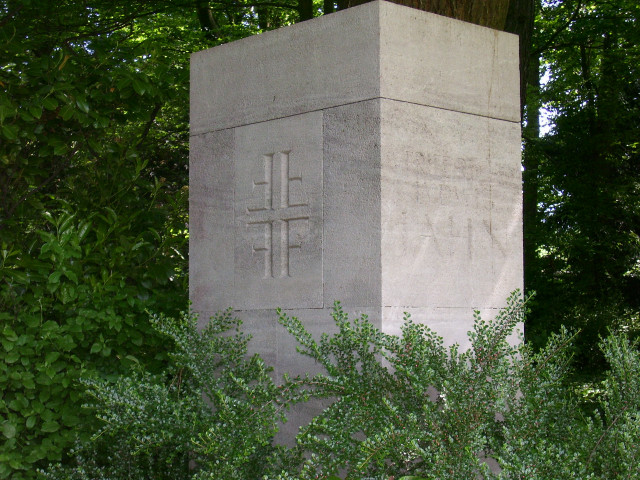
Das 1953 errichtete und von Walter Kolb eingeweihte Friedrich-Ludwig-Jahn-Denkmal im Lohrpark auf dem Lohrberg von Frankfurt am Main-Seckbach, 2002 saniert, 2009 für das IDTF gereinigt

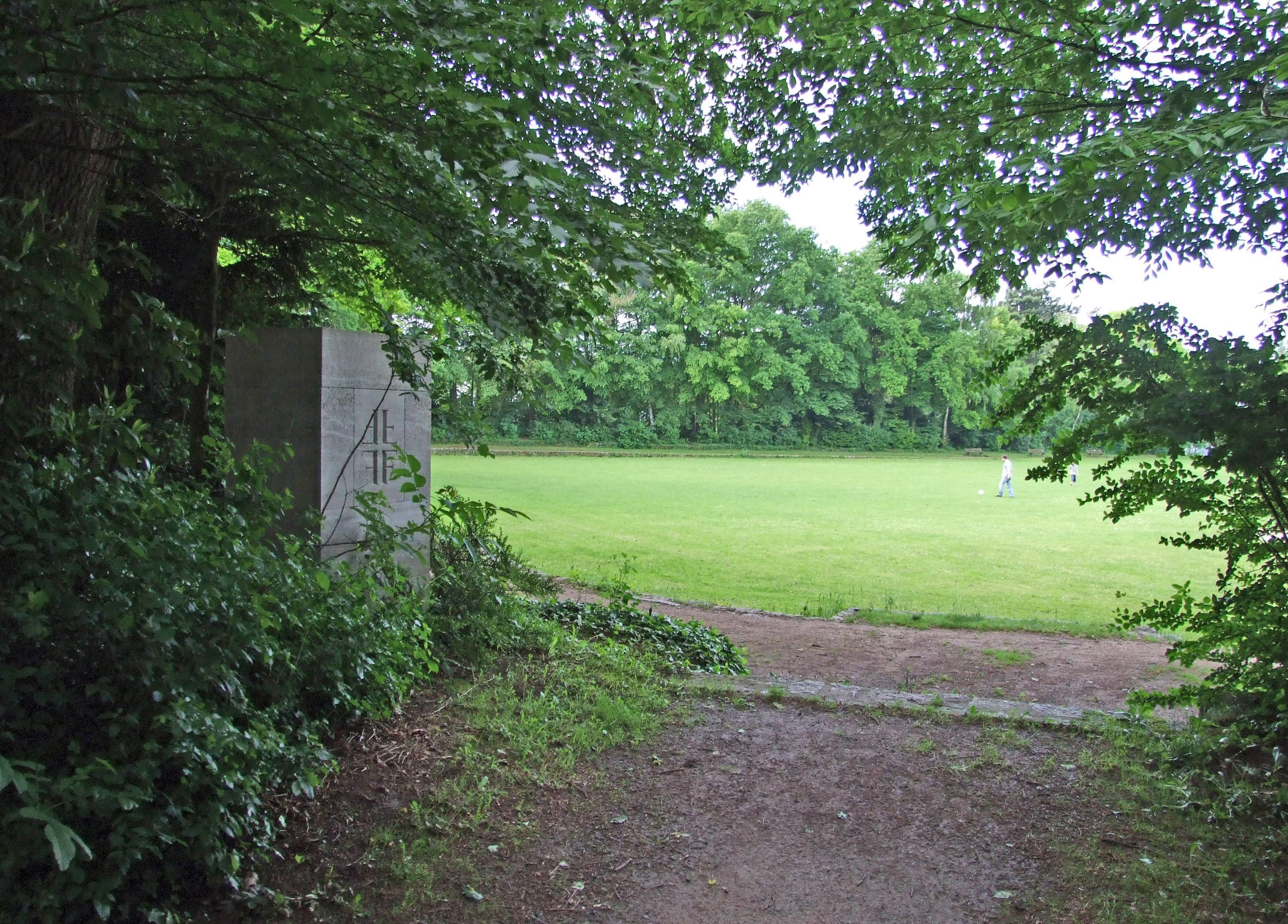
Das Jahn-Monument an der großen Spielwiese des Lohrparks, der Wettkampffläche des seit 1951 jährlich veranstalteten Lohrbergfestes

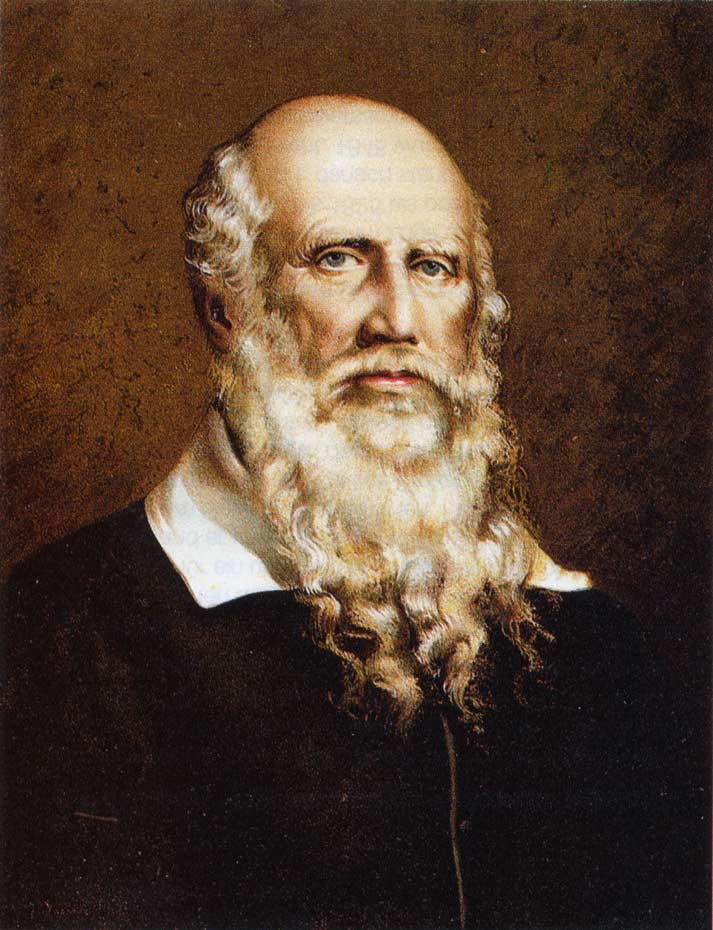
Turnvater Friedrich Ludwig Jahn (1778–1852)

Das Friedrich-Ludwig-Jahn-Denkmal in Frankfurt am Main ist das einzige städtische Denkmal für den Turnvater Friedrich Ludwig Jahn in der Stadt. Es steht im Lohrpark auf dem Lohrberg im Stadtteil Seckbach.

## Geschichte
Das Denkmal wurde im Jahr 1953 errichtet und am 31. Mai desselben Jahres anlässlich des 3. Lohrbergfestes durch den amtierenden Frankfurter Oberbürgermeister Walter Kolb und den damaligen Lohrbergfest-Koordinator des Turnvereins Seckbach 1875, Karl Zscherneck, eingeweiht. Der Verein veranstaltet das Lohrbergfest seit dem Jahr 1951 alljährlich für den Turngau Frankfurt und das Sportamt Frankfurt am Main. Kolb war seinerzeit gleichzeitig Vorsitzender des Deutschen Turner-Bundes (DTB).
Unmittelbarer Anlass für die angesichts der seit 1804 dokumentierten Frankfurter Turngeschichte historisch gesehen relativ späte Errichtung des Monuments in Frankfurt am Main war das seit 1951 stattfindende Lohrbergfest im Lohrpark des 185 Meter hohen Lohrberges. Es ist ein Bergsportfest mit rein leichtathletischen Wettkämpfen für Kinder und Jugendliche Bad Vilbeler und Frankfurter Sportvereine, das auf eine Anregung von Kolb zurückgeht. Seit seinem Bestehen zieht es jährlich bis zu 750 Aktive und zahlreiche Betreuer, Helfer und Zuschauer an.
Das Jahn-Ehrenmal wurde daher im Lohrpark des Lohrberges direkt am nordöstlichen Rand der Wettkampffläche des Lohrbergfestes zwischen Bäumen und Sträuchern positioniert, an einer großen, zweigeteilten ebenen Rasenfläche, die als Spielwiese Kernstück des Lohrparks ist.
Ein weiterer Grund für die Errichtung des Denkmals liegt in dem Faktum begründet, dass Jahn im Juni 1848 in der Nähe der Berger Warte und der Leopoldsäule auf Seckbacher Gemarkung eine Rede vor Turnern gehalten hat.
Friedrich Ludwig Jahn war im Verlauf seines sehr bewegten Lebens Politiker und Volkskundler, Turner und Burschenschafter. Er nahm 1848 am Frankfurter Vorparlament sowie an der Frankfurter Nationalversammlung teil. In seiner berühmten Schwanenrede, eine Art politisches Testament, die er am 18. September 1848 in seiner Wohnung in der Frankfurter Allerheiligengasse verfasste, stellte er seine Ideale und Ziele dar. Seine Reisen zu den Turngemeinden der Umgebung unternahm er von Frankfurt aus. Sie wurden als seine Rheinreisen bekannt.
Im Jahr 2002 wurde das Denkmal auf Antrag des Ortsbeirates nach Beschluss der Frankfurter Stadtverordnetenversammlung saniert; vor Beginn des Internationalen Deutschen Turnfestes 2009 wurde das Jahn-Monument im Auftrag der Stadtverwaltung von einem Fachbetrieb gereinigt. Am 29. Mai fand eine Gedenkveranstaltung am Denkmal statt, an der der Ehrenvorsitzende des Hessischen Turnverbands (HTV), Werner Mais, der HTV-Vizepräsident Rolf Byron und der Vorsitzende des Turngaues Frankfurt, Volker Gilbert, teilnahmen und einen Kranz niederlegten.

## Charakterisierung
Das Frankfurter Friedrich-Ludwig-Jahn-Denkmal wurde von dem Bildhauer Johannes Crohn aus Muschelkalk geschaffen. Der quaderförmige, vertikal aufgestellte Gedenkstein misst 1,80 × 1,0 × 0,70 Meter und ist zweiseitig mit einer Inschrift versehen. An der Front ist das Turnerkreuz eingemeißelt, das aus vier horizontal und vertikal gespiegelten Buchstaben F in Versalien gebildet wird.
Es greift das Motto des Turnvaters Jahn auf:

„Frisch ans Werk,

fromm im Glauben an die Gemeinnützigkeit und Wertbeständigkeit des Schaffens,

fröhlich untereinander,

frei und offen in allem Handeln.“

Kurzform: Frisch, fromm, fröhlich, frei. Auf der Seite des Denkmals ist der volle Name von Friedrich Ludwig Jahn eingemeißelt.

## Deutsche Turnfeste in Frankfurt am Main
In Frankfurt am Main wurde mehrfach das Deutsche Turnfest veranstaltet:
- 24. bis 28. Juli 1880
- 18. bis 23. Juli 1908
- 26. Juni bis 3. Juli 1983
- 30. Mai bis 5. Juni 2009.

Darüber hinaus fand vom 19. bis 23. August 1948 das Frankfurter Turnfest statt.